# Wölfersheim
Wölfersheim ist eine Gemeinde im hessischen Wetteraukreis.

## Geografie

### Geografische Lage
Wölfersheim liegt 40 Kilometer nördlich von Frankfurt am Main in der Wetterau unweit der Städte Bad Nauheim und Friedberg (Hessen). Die Gemeinde liegt verkehrsgünstig an der A 45 mit eigener Ausfahrt Wölfersheim. Die Naherholungsgebiete Wetterauer Seenplatte, Niddastausee und Vogelsberg liegen direkt vor der Haustür.

### Nachbargemeinden
Wölfersheim grenzt im Norden an die Städte Münzenberg und Hungen (Landkreis Gießen), im Osten an die Gemeinden Nidda und Echzell, im Süden an die Städte Reichelsheim und Friedberg (Hessen) sowie im Westen an die Stadt Bad Nauheim und die Gemeinde Rockenberg (alle im Wetteraukreis).

### Gemeindegliederung
Wölfersheim schloss sich im Zuge der Gebietsreform in Hessen am 31. Dezember 1970 mit den Orten Melbach, Södel und Wohnbach zur Großgemeinde Wölfersheim zusammen.
Am 31. Dezember 1971 trat auch Berstadt der Großgemeinde bei.

## Geschichte

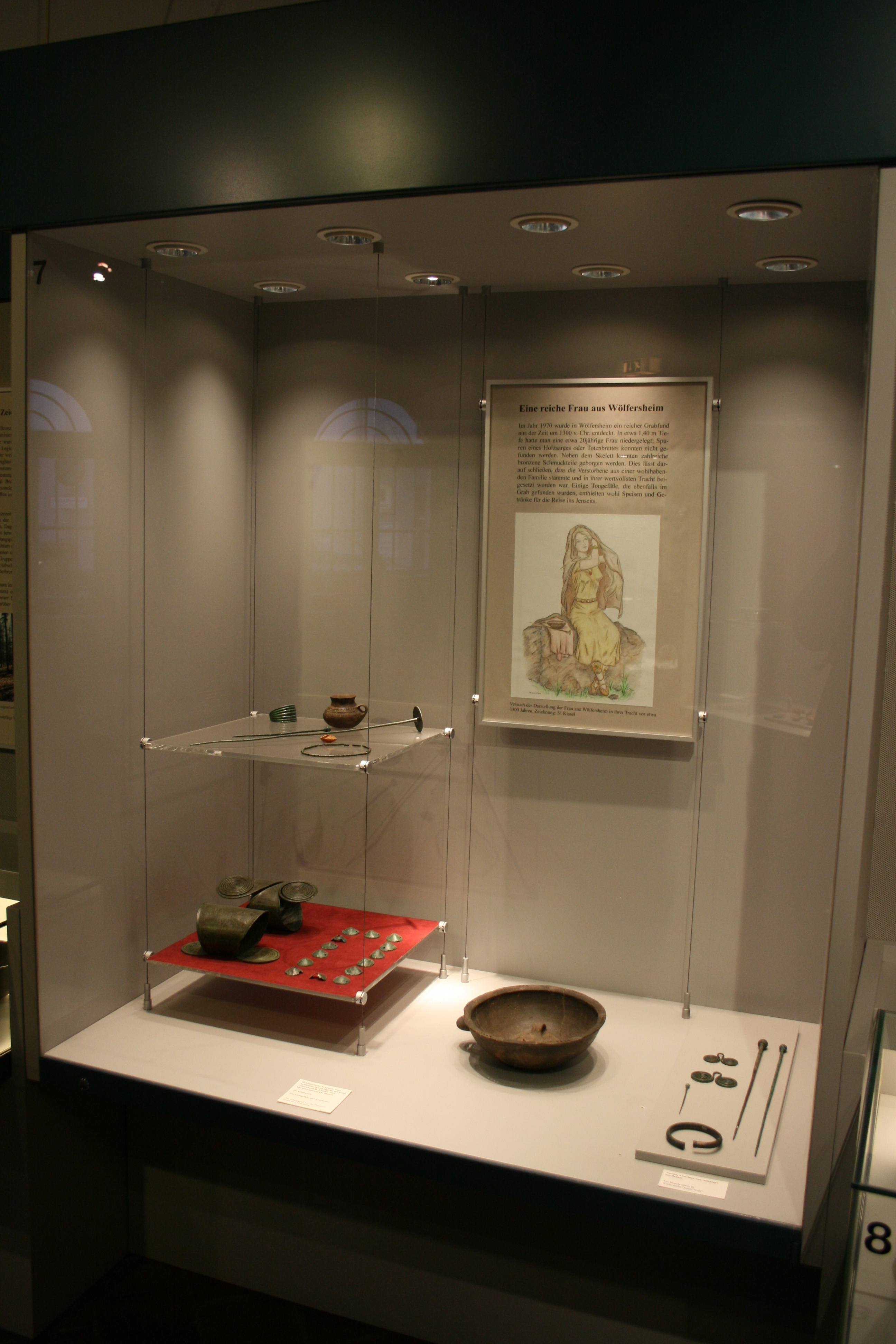
Bronzezeitliches Grab, gefunden in der Nähe des Wölfersheimer Bahnhofs, heute im Wetterau-Museum in Friedberg. Die Grabfunde gaben der Bronzezeit-Stufe Wölfersheim ihren Namen.

### Vor- und Frühgeschichte

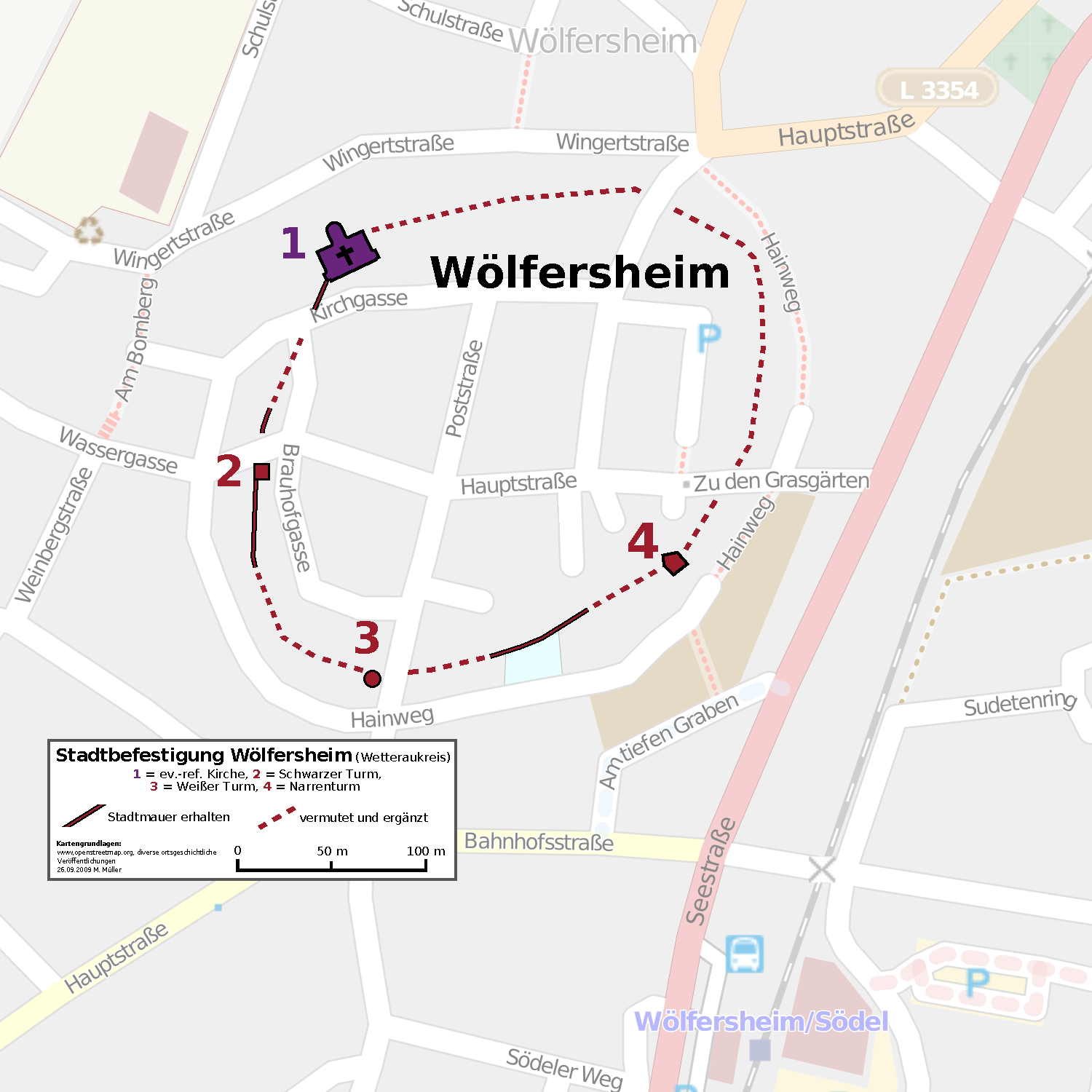
Lageplan der Ortsbefestigung von Wölfersheim

In der Nähe der Autobahnauffahrt zur A 45 wurde 2019 ein Dorf aus der Rössener Kultur ausgegraben, welches aus der Zeit um 4500 vor Chr. bestand. 2024 entdeckte man bei Borsdorf eine weitere Steinzeitsiedlung, welche noch 2000 Jahre älter ist.
Durch die Lage in der fruchtbaren Wetterau haben zahlreiche Kulturen die Gegend aufgesucht. Grabfunde aus der Bronzezeit waren namensgebend für die Stufe Wölfersheim. Die Funde werden heute im Wetterau-Museum in Friedberg ausgestellt.
Eine von Friedberg kommende Römerstraße zieht durch das Wölfersheimer und Wohnbacher Feld auf das Römerkastell Arnsburg bei Arnsburg-Lich zu. Eine andere verläuft vom Kastell Echzell (zum Teil Echzeller Weg) kommend, fast unmittelbar an der Westseite des Dorfes und vereinigt sich zwischen Wohnbach und Münzenberg mit der ersten. Das Mittelstück der Straße Echzell–Arnsburg ist noch leicht an der Straße zwischen Wohnbach und Wölfersheim zu erkennen, ist aber im Laufe der Jahrhunderte durch die Flurbereinigung verschwunden. Die Landstraße von Wohnbach nach Münzenberg bis zum Waldeingang ist ein Rest der Römerstraße. Sie geht weiter durch den Wald bis zur Gabelung mit der ersten. Ein mittelalterlicher Grenzstein markiert diesen Punkt.
In der Gemarkung Hinterwald, nur wenige Minuten westlich von der zuerst genannten Römerstraße entfernt, befinden sich Reste eines römischen Gutshofes, der im Volksmund „das steinerne Haus“ genannt wird. Die Reste bestehen aus einem niedrigen, annähernd quadratischen Wall mit einer Breite von etwa 160 Schritten, der Mauerwerk in sich birgt, an der Ostseite, nach der Römerstraße zu, den Eingang noch erkennen lässt und in der Nähe der Westseite die Fundamente zweier quadratischer, etwa zwanzig Schritt breiter Bauwerke in sich fasst.
Auch findet man noch die Ruine eines römischen Signalturms an der Römerstraße, circa 800 Meter nordwestlich vom Gutshof entfernt. Der Turm diente zur Signalübermittlung entlang des Limes-Systems und hatte auf Grund seiner hohen Lage wahrscheinlich Sichtkontakt zu den umliegenden Kastellen. Eine ähnliche Signalturmruine gibt es auf dem Johannisberg in Bad Nauheim.

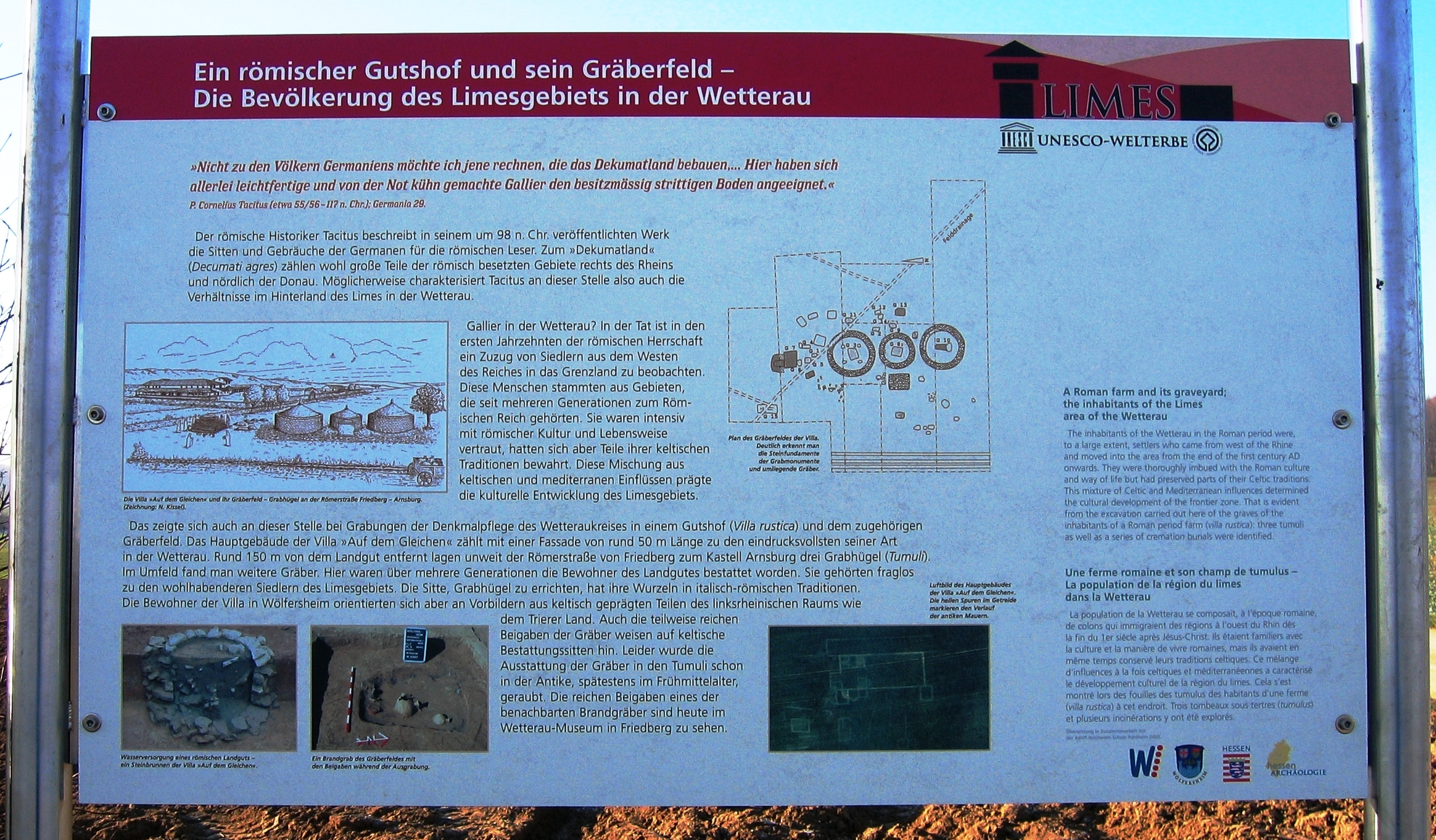
Schild an dem Fundort der Villa „Auf dem Gleichen“

Beim Bau der Autobahn A 45 im Jahre 1976 wurden circa einen Kilometer westlich von Wohnbach am Waldrand zahlreiche Mauerreste entdeckt. Nach Einschaltung von Bodendenkmalpflegern wurde eine Villa rustica, ein römischer Gutshof, freigelegt, die seit Ende des letzten Krieges bekannt war. Die Entdeckung sprach sich schnell herum und es fanden sich zahlreiche Besucher aus dem Dorf und der Umgebung ein, die die antiken Mauern, die noch bis zu einem Meter standen, bewunderten. Aus Zeitmangel konnte nicht alles freigelegt werden, weil der Bau der Autobahn fortgeführt werden musste, und die Mauern wurden wieder zugeschüttet. Die A 45 Gießen–Hanau führt direkt über die Ruinen. Der Rest des Anwesens, der noch über 80 Meter über die Autobahntrasse hinaus reichte, wurde bei Feldregulierungsarbeiten völlig zerstört.
Ein weiterer, nicht an der Oberfläche sichtbarer römischer Gutshof „Auf dem Gleichen“ befindet sich in der Nähe der Römerstraße Friedberg–Arnsburg bei der Sandkaute von Wölfersheim. Bei einer Befliegung der Luftbildarchäologie wurde entschieden, den Brunnen des Anwesens zur Gewinnung von Vegetationsresten freizulegen, da das Herrenhaus schon eine Länge von 50 Metern aufwies. Des Weiteren wurden einige Gräber des dazugehörenden Gräberfeldes ausgegraben. Das Grabmal einer wohlhabenden römischen Frau vom Gutshof Wohnbach gibt es im Wetterau-Museum in Friedberg zu betrachten.

### Mittelalter
Ortsname und fränkische Besiedlung
Wölfersheim, der größte Ortsteil der gleichnamigen Gemeinde, wurde erstmals im Jahre 1128 erwähnt.
- 1128 Vulfersheim[6]
- 1142–1153 Woluersheim[7]
- 1147 Wluersheim[8]

Der Ortsname Wölfersheim gehört zu den personennamenbezogenen Heimorten. Dies gilt auch für die Wüstungen Heyenheim (9. Jahrhundert) und Gysenheim (1090–1150) in der heutigen Wölfersheimer Gemarkung. Diese Ortsnamen verweisen auf eine Entstehung in der Zeit der fränkischen Landnahme.
Der Fund eines fränkischen „Adelsgrabs“ aus dem 7. Jahrhundert ist dokumentiert. Zu den Fundstücken gehörten Spatha, Sax, Ango, Pfeilspitzen und Schildbuckel, außerdem ein Glasbecher, ein Buckelgefäß und eine Goldmünze.
Der Name Wölfersheim kann sich von den Personennamen Wolfrat oder Wolfhard ableiten, wobei der Name Wolfhard um 800 viel häufiger anzutreffen war. Auch die Personennamen Giso und Hai(ch)o sind um 800 üblich gewesen. Die genannten drei Orte bilden die nördliche Gruppe der Heimorte mit personenbezogenem Ortsnamen zwischen Wetter und Horloff.
Ortsbefestigung
Mit der Vollendung der Ortsbefestigung im Jahre 1408 wurden Wölfersheim unter der Regierung des letzten Falkensteiners, Werner von Falkenstein, gewisse Privilegien verliehen. Zwar ist keine Entwicklung zur wirklichen Stadt erfolgt, aber Wölfersheim wurde nun als Flecken, Befestigung, Oppidum oder „Schloss“ bezeichnet.
Die Ringmauer um den historischen Ortskern war 794 m lang und hatte vier Wehrtürme, nämlich den Weißen Turm, den Schwarzen Turm, den heutigen Kirchturm und den Narrenturm. Letzterer ist heute ein Turmstumpf; er ist von einer Scheune auf einem Privatgrundstück umgeben, aber noch immer teilweise von außen sichtbar. Es werden noch weitere Wehrtürme vermutet, jedoch ist die Existenz nicht nachweisbar. Umgeben von der Mauer war Wölfersheim damals vier Hektar groß. Die gute Erhaltung der Wehrtürme lässt sich auch aus der weiteren Nutzung begründen. Der Schwarze Turm wurde als Glockenturm für die Antoniuskapelle benutzt und war außerdem Gemeindebackhaus. Er wurde im 19. Jahrhundert als Armenhaus ausgebaut. Ein Privatmann aus Dorheim baute ihn zu einem Wohnturm aus. Der Weiße Turm wurde im 18. Jahrhundert als Gefängnis weiterverwendet. Den nördlichen Wehrturm benutze man als Basis für den Glockenturm der evangelisch-reformierten Kirche.

ehemalige Wehrtürme
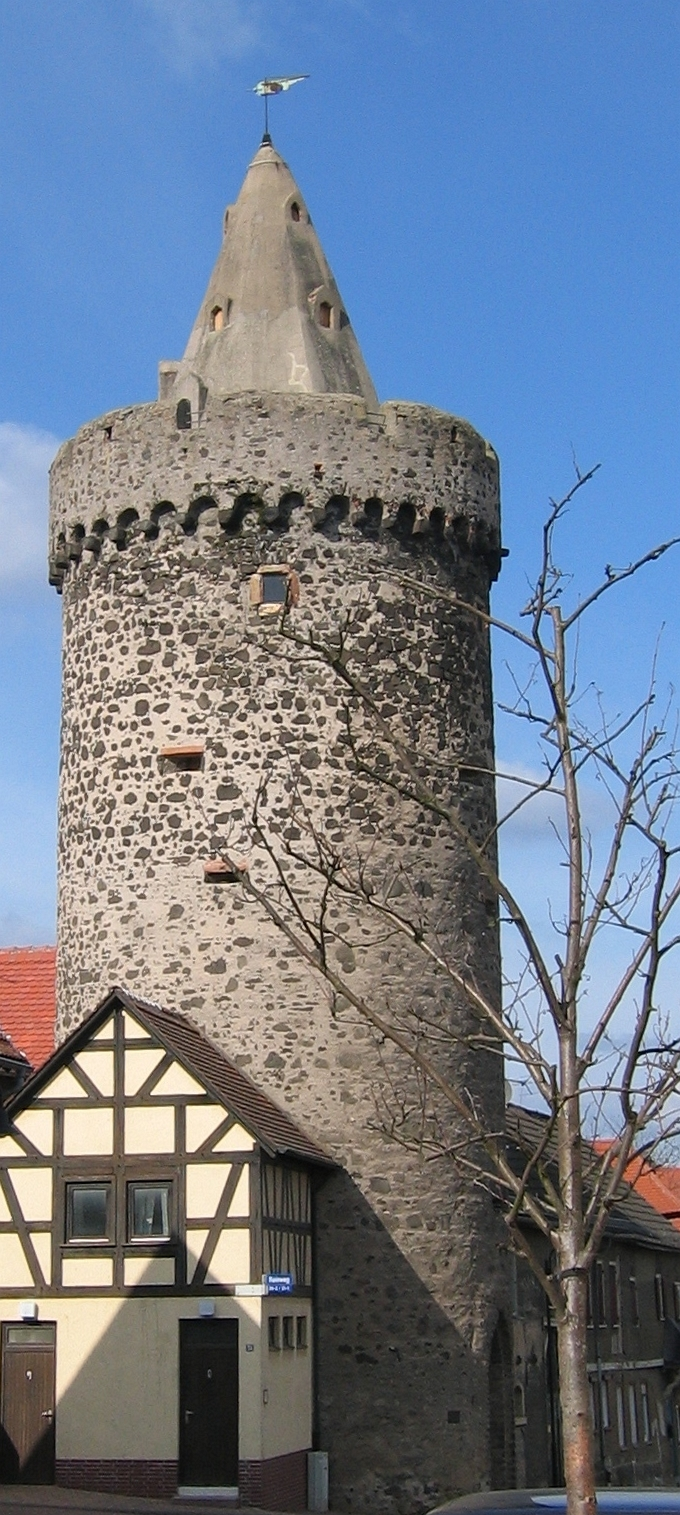
Weißer Turm
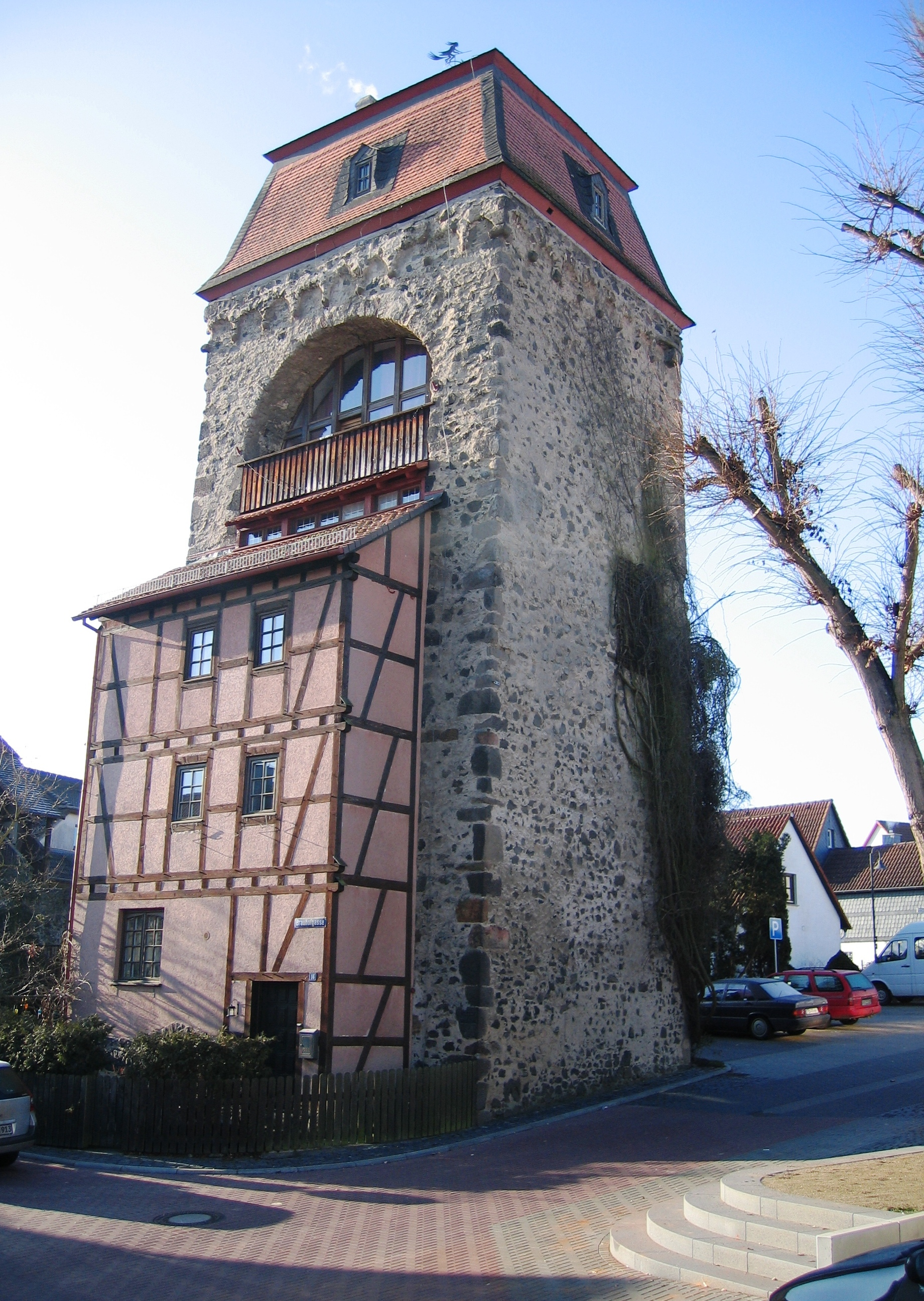
Schwarzer Turm
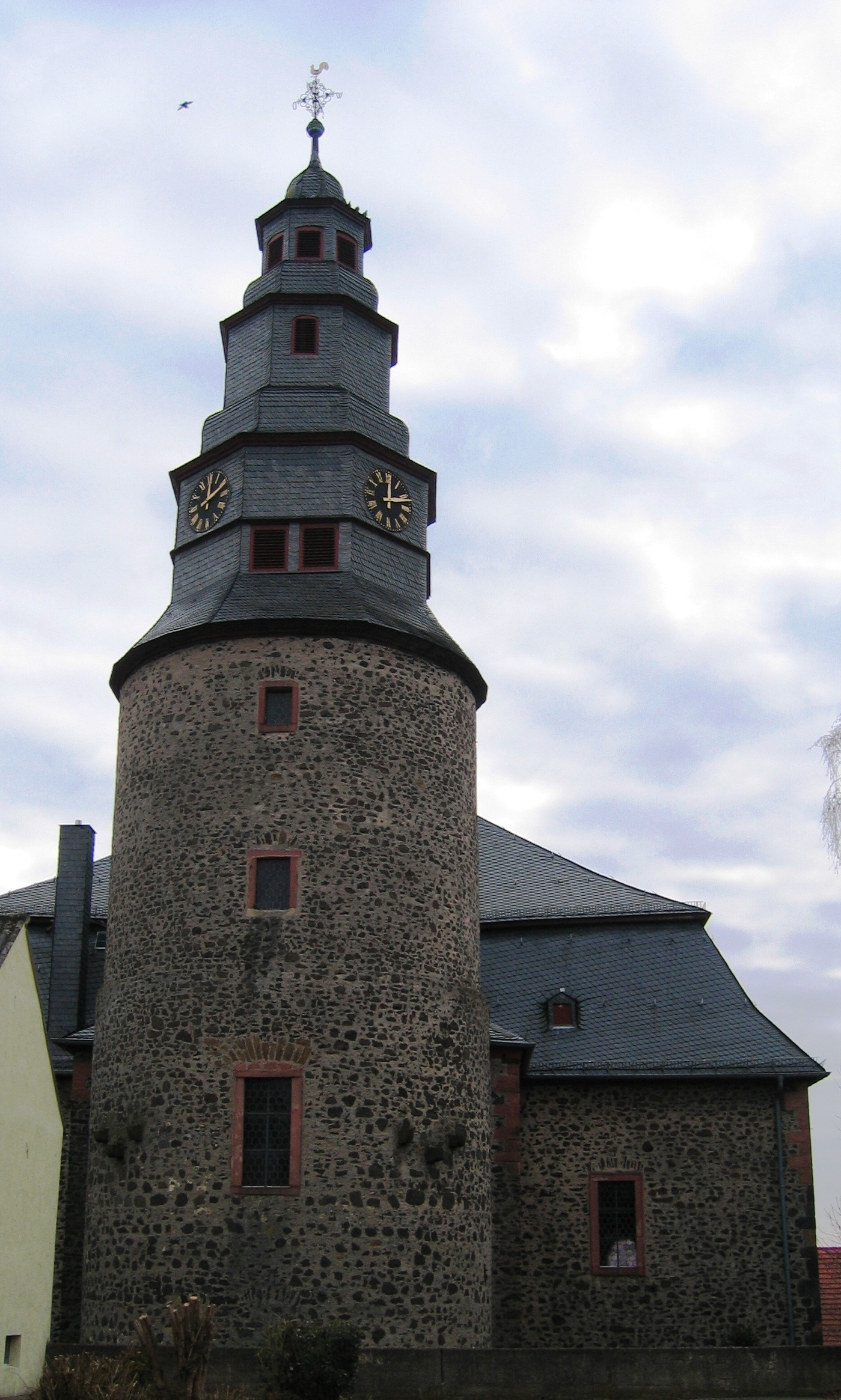
Kirchturm, früher Wehrturm
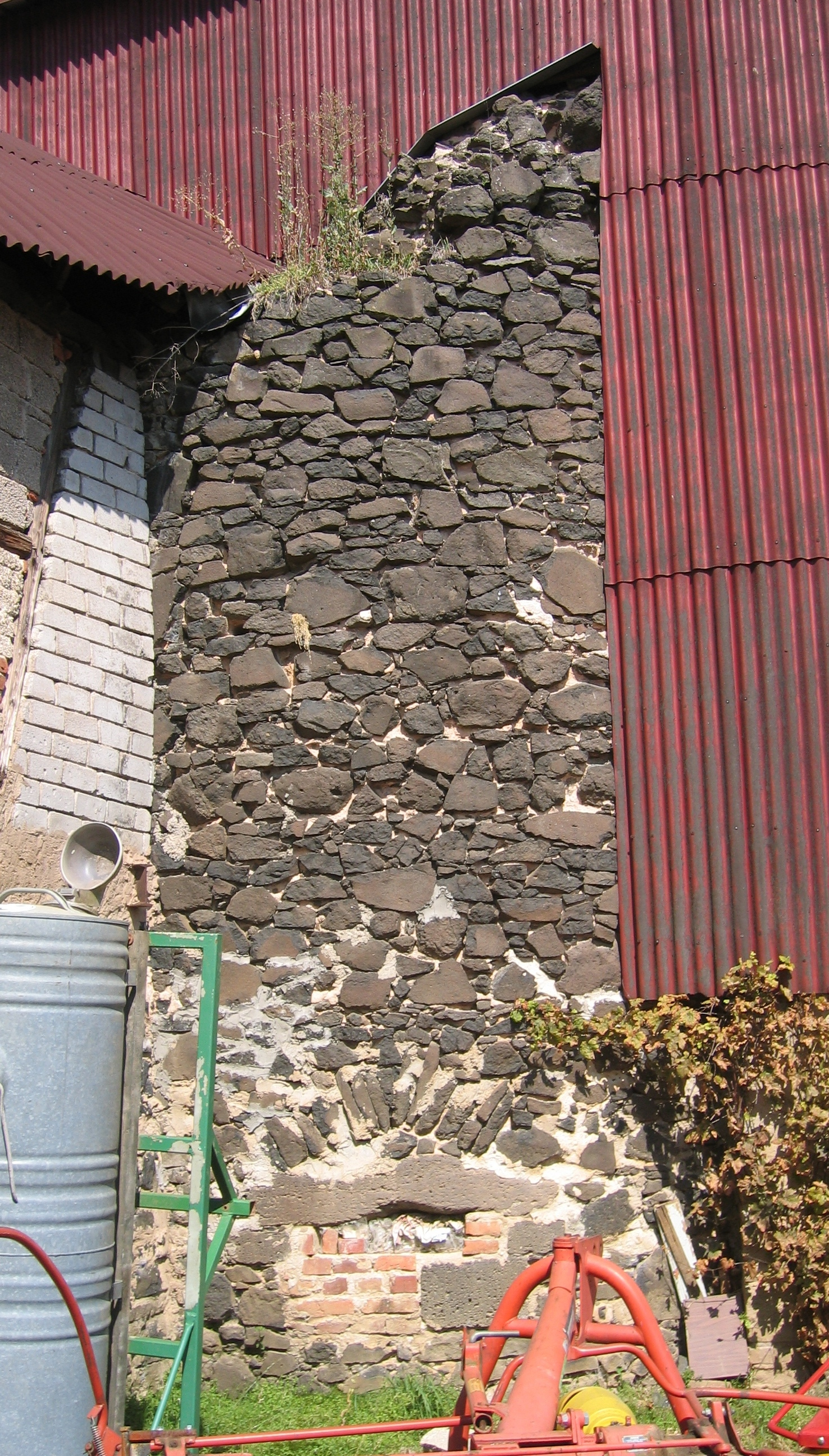
„Narrenturm“, heute Turmstumpf und von einer Scheune auf einem Privatgrundstück umbaut.

### Neuzeit
Reformation in Wölfersheim
Wölfersheim war bis 1611 eine Filiale von Södel. Die Pfarrei Södel war ursprünglich im Besitz des Mainzer Bistums, worauf auch das Martinspatrozinium verweist. Im 12. Jahrhundert erhielt das neu gegründete Kloster Ilbenstadt Besitz zu Wölfersheim und Södel. Auch die Kirche zu Södel wurde dem Kloster unterstellt. Der damalige Pfarrer Seifried Bender führte in der zweiten Hälfte des 16. Jahrhunderts den evangelisch-lutherischen Gottesdienst in seiner Gemeinde Södel ein. Das genaue Jahr der Einführung der Reformation ist nicht bekannt. Da sich Wölfersheim von der Södler Mutterkirche lösen wollte, stellte man in den 1560er Jahren, ohne die Mutterkirche oder das Kloster Ilbenstadt zu fragen, den Wetzlarer Theologen Antonius Schüler als Lehrer ein. Später übertrug man ihm zusätzlich den Pfarrdienst. Als Seifried Bender alt und krank wurde, bat er Antonius Schüler, auch den Pfarrdienst in Södel mitzuübernehmen. Nach Benders Tod setzte Valentin Textor die Rechte der Pfarrei Södel wieder durch und schickte Antonius Schüler fort. Allerdings hielt man ab jetzt auch Gottesdienst in Wölfersheim. Symon Leurelius, Textors Nachfolger, führte den reformierten Gottesdienst in der Gemeinde Södel ein. Damit stieß er in Södel auf Widerstand. Das Gericht und die Gemeinde Södel reichten eine Beschwerde beim Kloster Ilbenstadt ein, die Folgendes ausführt:

„[…] bei der Vormundschaft deritzo regierenden Herren nit allein die uhralte, christliche Kirchen-Ceremonias, sondern auch den Catechismum für sich selbsten und eigens Gefallens mutiert und geendert, anderst in matre zue Södel, anderst in Filiali ecclesia zu Wilfersheim bis noch gebrauchet, auch dero Zeit alwegen apud filiam und niemahls bei ihnen zue Södel communiciret und die arme Jugend aus dem Catechismo Lutheri ad Heydelbergensem geführert hat.“

Das Kloster setzte daraufhin Leurelius in Södel ab. Er wechselte aber 1611 nach Wölfersheim. Die Absetzung des Pfarrers in Södel und die Übernahme desselben als Pfarrer von Wölfersheim bedeutete die kirchliche Trennung von Södel und Wölfersheim.
Nach Leurelius Tod im Januar 1612 versuchten die Södler die alten Rechte wieder geltend zu machen. Eine Notiz im Kirchenbuch, die den Widerstand der Wölfersheimer zeigt, lautet wie folgt:

„Nach seinem Thot wollte der Södeler Lutheraner hier nisten, aber sie haben ihre Collatur verschertzt, hatten sie den Frommen alten Symon bei ihnen sterben lassen, so hetten sie fussen können, aber die nasuti [Naseweisen] hettens versehen, darumb unser Gn. Herr Gr. Wilhelm der ältere ihnen ein aignen pfarrher M. Eberhardum Venatorem, denn die Mintzenberger pp. calvinismum [weil er Calvinist war] abgeschafft, erwehlete, ein sehr gelehrter Man.“

Die Standesherrschaft setzte dann, laut Notiz, einen eigenen reformierten Pfarrer (Eberhard Venator) ein. Im Dreißigjährigen Krieg versuchte das Kloster Ilbenstadt eine Gegenreformation in Wölfersheim, die allerdings misslang.
Hessische Gebietsreform (1970–1977)
Im Zuge der Gebietsreform in Hessen wurden auf freiwilliger Basis die Gemeinden Melbach, Södel, Wohnbach und Wölfersheim zur erweiterten Gemeinde „Wölfersheim“ zusammengeschlossen. Als Verwaltungssitz wurde Wölfersheim bestimmt.

### Verwaltungsgeschichte im Überblick
Die folgende Liste zeigt die Staaten und Verwaltungseinheiten, denen Wölfersheim angehört(e):
- vor 1742: Heiliges Römisches Reich, Grafschaft Solms-Braunfels, (Anteil an der Herrschaft Münzenberg), Amt Wölfersheim
- ab 1742: Heiliges Römisches Reich, Fürstentum Solms-Braunfels, (Anteil an der Herrschaft Münzenberg), Amt Wölfersheim
- ab 1806: Großherzogtum Hessen,[Anm. 2] Oberfürstentum Hessen, Amt Wölfersheim (des Fürsten Solms-Braunfels)[21]
- ab 1815: Großherzogtum Hessen, Provinz Oberhessen, Amt Wölfersheim (des Fürsten Solms-Braunfels)[22]
- ab 1820: Großherzogtum Hessen, Provinz Oberhessen, Amt Wölfersheim[Anm. 3]
- ab 1822: Großherzogtum Hessen, Provinz Oberhessen, Landratsbezirk Hungen[23][Anm. 4]
- ab 1841: Großherzogtum Hessen, Provinz Oberhessen, Kreis Hungen
- ab 1848: Großherzogtum Hessen, Regierungsbezirk Friedberg
- ab 1852: Großherzogtum Hessen, Provinz Oberhessen, Kreis Friedberg
- ab 1867: Norddeutscher Bund, Großherzogtum Hessen, Provinz Oberhessen, Kreis Friedberg
- ab 1871: Deutsches Reich, Großherzogtum Hessen, Provinz Oberhessen, Kreis Friedberg
- ab 1918: Deutsches Reich, Volksstaat Hessen, Provinz Oberhessen, Kreis Friedberg
- ab 1938: Deutsches Reich, Volksstaat Hessen, Landkreis Friedberg[24][Anm. 5]
- ab 1945: Deutsches Reich, Amerikanische Besatzungszone,[Anm. 6] Groß-Hessen, Regierungsbezirk Darmstadt, Landkreis Friedberg
- ab 1946: Deutsches Reich, Amerikanische Besatzungszone, Hessen, Regierungsbezirk Darmstadt, Landkreis Friedberg
- ab 1949: Bundesrepublik Deutschland, Hessen, Regierungsbezirk Darmstadt, Landkreis Friedberg
- ab 1972: Bundesrepublik Deutschland, Hessen, Regierungsbezirk Darmstadt, Wetteraukreis

### Gerichte seit 1803
In der Landgrafschaft Hessen-Darmstadt wurde mit Ausführungsverordnung vom 9. Dezember 1803 das Gerichtswesen neu organisiert. Für die Provinz Oberhessen wurde das Hofgericht Gießen als Gericht der zweiten Instanz eingerichtet. Die Rechtsprechung der ersten Instanz wurde durch die Ämter bzw. Standesherren vorgenommen und somit war für Wölfersheim ab 1806 das „Patrimonialgericht der Fürsten Solms-Braunfels“ in Wölfersheim zuständig.
Das Hofgericht war für normale bürgerliche Streitsachen Gericht der zweiten Instanz, für standesherrliche Familienrechtssachen und Kriminalfälle die erste Instanz. Die zweite Instanz für die Patrimonialgerichte waren die standesherrlichen Justizkanzleien. Übergeordnet war das Oberappellationsgericht Darmstadt.
Mit der Gründung des Großherzogtums Hessen 1806 wurde diese Funktion beibehalten, während die Aufgaben der ersten Instanz 1821–1822 im Rahmen der Trennung von Rechtsprechung und Verwaltung auf die neu geschaffenen Land- bzw. Stadtgerichte übergingen. Ab 1822 ließen die Fürsten Solms-Braunfels ihre Rechte am Gericht durch das Großherzogtum Hessen in ihrem Namen ausüben. „Landgericht Hungen“ war daher die Bezeichnung für das erstinstanzliche Gericht, das für Wölfersheim zuständig war. Auch auf sein Recht auf die zweite Instanz, die durch die Justizkanzlei in Hungen ausgeübt wurde verzichtete der Fürst 1823.
Erst infolge der Märzrevolution 1848 wurden mit dem „Gesetz über die Verhältnisse der Standesherren und adeligen Gerichtsherren“ vom 15. April 1848 die standesherrlichen Sonderrechte endgültig aufgehoben.
Anlässlich der Einführung des Gerichtsverfassungsgesetzes mit Wirkung vom 1. Oktober 1879, infolge derer die bisherigen großherzoglich hessischen Landgerichte durch Amtsgerichte an gleicher Stelle ersetzt wurden, während die neu geschaffenen Landgerichte nun als Obergerichte fungierten, kam es zur Umbenennung in „Amtsgericht Hungen“ und Zuteilung zum Bezirk des Landgerichts Gießen. Gleichzeitig kam Wölfersheim zum Bereich des Amtsgerichts Friedberg.
In der Bundesrepublik Deutschland sind die übergeordneten Instanzen das Landgericht Gießen, das Oberlandesgericht Frankfurt am Main sowie der Bundesgerichtshof als letzte Instanz.

### Einwohnerentwicklung
| Wölfersheim: Einwohnerzahlen von 1834 bis 2020 | Wölfersheim: Einwohnerzahlen von 1834 bis 2020 | Wölfersheim: Einwohnerzahlen von 1834 bis 2020 | Wölfersheim: Einwohnerzahlen von 1834 bis 2020 | Wölfersheim: Einwohnerzahlen von 1834 bis 2020 |
| --- | ---------------------------------------------- | ---------------------------------------------- | ---------------------------------------------- | ---------------------------------------------- |
| Jahr |                                                |                                                |                                                | Einwohner                                      |
| 1834 | 1834                                           |                                                | 825                                            | 825                                            |
| 1840 | 1840                                           |                                                | 803                                            | 803                                            |
| 1846 | 1846                                           |                                                | 867                                            | 867                                            |
| 1852 | 1852                                           |                                                | 808                                            | 808                                            |
| 1858 | 1858                                           |                                                | 843                                            | 843                                            |
| 1864 | 1864                                           |                                                | 828                                            | 828                                            |
| 1871 | 1871                                           |                                                | 839                                            | 839                                            |
| 1875 | 1875                                           |                                                | 810                                            | 810                                            |
| 1885 | 1885                                           |                                                | 872                                            | 872                                            |
| 1895 | 1895                                           |                                                | 901                                            | 901                                            |
| 1905 | 1905                                           |                                                | 1.051                                          | 1.051                                          |
| 1910 | 1910                                           |                                                | 1.102                                          | 1.102                                          |
| 1925 | 1925                                           |                                                | 1.271                                          | 1.271                                          |
| 1939 | 1939                                           |                                                | 1.720                                          | 1.720                                          |
| 1946 | 1946                                           |                                                | 2.394                                          | 2.394                                          |
| 1950 | 1950                                           |                                                | 2.526                                          | 2.526                                          |
| 1956 | 1956                                           |                                                | 2.443                                          | 2.443                                          |
| 1961 | 1961                                           |                                                | 2.566                                          | 2.566                                          |
| 1967 | 1967                                           |                                                | 2.919                                          | 2.919                                          |
| 1970 | 1970                                           |                                                | 2.924                                          | 2.924                                          |
| 1972 | 1972                                           |                                                | 7.785                                          | 7.785                                          |
| 1976 | 1976                                           |                                                | 7.923                                          | 7.923                                          |
| 1984 | 1984                                           |                                                | 8.065                                          | 8.065                                          |
| 1992 | 1992                                           |                                                | 8.571                                          | 8.571                                          |
| 2000 | 2000                                           |                                                | 9.300                                          | 9.300                                          |
| 2010 | 2010                                           |                                                | 9.811                                          | 9.811                                          |
| 2015 | 2015                                           |                                                | 9.900                                          | 9.900                                          |
| 2020 | 2020                                           |                                                | 9.795                                          | 9.795                                          |
| Datenquelle: Historisches Gemeindeverzeichnis für Hessen: Die Bevölkerung der Gemeinden 1834 bis 1967. Wiesbaden: Hessisches Statistisches Landesamt, 1968. Weitere Quellen: LAGIS; 1972; 1976; 1984; 1992; 2000, 2015; 2010; 2020 Ab 1972 einschließlich der im Zuge der Gebietsreform in Hessen eingegliederten Orte. |                                                |                                                |                                                |                                                |

- 1961: 1919 evangelische (= 74,79 %), 619 katholische (= 24,12 %) Einwohner[19]
- In den Ortsteilen wurden 2022 folgende Einwohnerzahlen festgestellt:[35]
  - Berstadt: 1647
  - Melbach: 1250
  - Södel: 2350
  - Wohnbach: 1023
  - Wölfersheim: 3575

## Religion
In allen fünf Ortsteilen gibt es eine evangelische Kirchengemeinde, in Wölfersheim eine evangelisch-reformierte Gemeinde, außerdem entstand nach 1945 eine römisch-katholische Pfarrei, die mit der katholischen Gemeinde in Echzell zu einer Pfarrgemeinde zusammengeschlossen ist.
Die evangelischen Kirchengemeinden Södel und Melbach arbeiten eng zusammen und haben einen gemeinsamen Pfarrer.
Bis auf die evangelische Kirchengemeinde Wohnbach, die zum Dekanat Hungen gehört, sind inzwischen die anderen vier evangelischen Kirchengemeinden in der Gemeinde Wölfersheim zum evangelischen Dekanat Wetterau beigetreten.
Die katholische Pfarrgemeinde Wölfersheim-Echzell ist dem katholischen Dekanat Wetterau-Ost eingegliedert.
Bis zur Vertreibung und Ermordung lebten in Wölfersheim auch jüdische Familien. Der jüdische Friedhof findet sich am nordöstlichen Ende des Dorfes.

## Politik

### Gemeindevertretung
Die Kommunalwahl am 14. März 2021 lieferte folgendes Ergebnis, in Vergleich gesetzt zu früheren Kommunalwahlen:
| Sitzverteilung in der Gemeindevertretung 2021Insgesamt 31 Sitze - SPD: 18 - Grüne: 5 - FWG: 4 - CDU: 4 | Parteien und Wählergemeinschaften | Parteien und Wählergemeinschaften           | 2021  | 2021  | 2016  | 2016  | 2011  | 2011  | 2006  | 2006  | 2001  | 2001  |
| Sitzverteilung in der Gemeindevertretung 2021Insgesamt 31 Sitze - SPD: 18 - Grüne: 5 - FWG: 4 - CDU: 4 | Parteien und Wählergemeinschaften | Parteien und Wählergemeinschaften           | %     | Sitze | %     | Sitze | %     | Sitze | %     | Sitze | %     | Sitze |
| Sitzverteilung in der Gemeindevertretung 2021Insgesamt 31 Sitze - SPD: 18 - Grüne: 5 - FWG: 4 - CDU: 4 | SPD                               | Sozialdemokratische Partei Deutschlands     | 57,4  | 18    | 67,3  | 21    | 60,1  | 19    | 53,3  | 17    | 52,5  | 16    |
| Sitzverteilung in der Gemeindevertretung 2021Insgesamt 31 Sitze - SPD: 18 - Grüne: 5 - FWG: 4 - CDU: 4 | Grüne                             | Bündnis 90/Die Grünen                       | 16,4  | 5     | 6,6   | 2     | 10,0  | 3     | 8,2   | 3     | 5,8   | 2     |
| Sitzverteilung in der Gemeindevertretung 2021Insgesamt 31 Sitze - SPD: 18 - Grüne: 5 - FWG: 4 - CDU: 4 | CDU                               | Christlich Demokratische Union Deutschlands | 13,2  | 4     | 12,7  | 4     | 16,0  | 5     | 20,4  | 6     | 22,7  | 7     |
| Sitzverteilung in der Gemeindevertretung 2021Insgesamt 31 Sitze - SPD: 18 - Grüne: 5 - FWG: 4 - CDU: 4 | FWG                               | Freie Wählergemeinschaft Wölfersheim        | 13,0  | 4     | 13,4  | 4     | 8,2   | 2     | 7,8   | 2     | 6,9   | 2     |
| Sitzverteilung in der Gemeindevertretung 2021Insgesamt 31 Sitze - SPD: 18 - Grüne: 5 - FWG: 4 - CDU: 4 | NPD                               | Nationaldemokratische Partei Deutschlands   | —     | —     | —     | —     | 5,7   | 2     | 10,4  | 3     | 12,1  | 4     |
| Sitzverteilung in der Gemeindevertretung 2021Insgesamt 31 Sitze - SPD: 18 - Grüne: 5 - FWG: 4 - CDU: 4 | Gesamt                            | Gesamt                                      | 100,0 | 31    | 100,0 | 31    | 100,0 | 31    | 100,0 | 31    | 100,0 | 31    |
| Sitzverteilung in der Gemeindevertretung 2021Insgesamt 31 Sitze - SPD: 18 - Grüne: 5 - FWG: 4 - CDU: 4 | Wahlbeteiligung in %              | Wahlbeteiligung in %                        | 56,8  | 56,8  | 57,2  | 57,2  | 51,2  | 51,2  | 47,9  | 47,9  | 56,9  | 56,9  |

### Bürgermeister
Nach der hessischen Kommunalverfassung wird der Bürgermeister für eine sechsjährige Amtszeit gewählt, seit dem Jahr 1993 in einer Direktwahl, und ist Vorsitzender des Gemeindevorstands, dem in der Gemeinde Wölfersheim neben dem Bürgermeister ehrenamtlich ein Erster Beigeordneter und sieben weitere Beigeordnete angehören. Bürgermeister ist seit dem 9. April 2018 Eike See (SPD), der bis dahin Fachbereichsleiter der Finanzen in der Gemeindeverwaltung war. Sein Amtsvorgänger Rouven Kötter (SPD) wechselte am 1. März 2018 als hauptamtlicher Erster Beigeordneter zum Regionalverband FrankfurtRheinMain und die Wahl eines neuen Bürgermeisters musste vorgezogen werden. Eike See erhielt am 4. März 2018 im ersten Wahlgang bei 59,8 Prozent Wahlbeteiligung 67,0 Prozent der Stimmen. Es folgte eine Wiederwahl ohne Gegenkandidaten im Oktober 2023.
Amtszeiten der Bürgermeister
- 2018–2030 Eike See (SPD)[42]
- 2008–2018 Rouven Kötter (SPD)[43]
- 1994–2008 Joachim Arnold (SPD)
- 1990–1993 Herbert Bommersheim (FWG)[46]

| Jahr | Wahlbeteili- gung in % | Kandidat                | Partei | Stimmen in % |
| ---- | ---------------------- | ----------------------- | ------ | ------------ |
| 2023 | 65,41                  | Eike See                | SPD    | 74,99        |
| 2018 | 58,8                   | Eike See                | SPD    | 67,0         |
| 2018 | 58,8                   | Thomas Küchenmeister    |        | 29,3         |
| 2018 | 58,8                   | Olaf Warnke             |        | 03,7         |
| 2014 | 52,9                   | Rouven Kötter           | SPD    | 95,7         |
| 2014 | 52,9                   | Daniel Lachmann         | NPD    | 04,3         |
| 2008 | 58,4                   | Rouven Kötter           | SPD    | 69,5         |
| 2008 | 58,4                   | Burkhard Käs            | FWG    | 23,4         |
| 2008 | 58,4                   | Michael Rückl           | GRÜNE  | 04,8         |
| 2008 | 58,4                   | Daniel Lachmann         | NPD    | 01,8         |
| 2008 | 58,4                   | Engelbert Lorenz Jocher |        | 00,5         |
| 2005 | 49,5                   | Joachim Arnold          | SPD    | 88,9         |
| 2005 | 49,5                   | Ralf Schneider          | NPD    | 11,1         |
| 1999 | 54,7                   | Joachim Arnold          | SPD    | 87,0         |
| 1999 | 54,7                   | Petra Suchsland         | NPD    | 13,0         |
| 1994 | 74,5                   | Joachim Arnold          | SPD    | 61,9         |
| 1994 | 74,5                   | Hermann Ulrich Pfeuffer | CDU    | 25,6         |
| 1994 | 74,5                   | Volker Sachs            | NPD    | 11,4         |
| 1994 | 74,5                   | Harald Helmut Nawroth   | CDU    | 01,2         |

### Wappen
Auf blauem Felde befindet sich eine Mauer mit drei Zinnentürmen. Aus dem Zinnenkranz wächst ein Falke ohne Krallen, über dem dann zwei nebeneinander gestellte Schilde schweben. Links das Trierer Kreuz, rechts der geteilte Falkensteinische-Münzenbergische Schild in rot-gelb (entgegen anderen Deutungen).
Das Trierer Kreuz bezieht sich auf den letzten Ortsherrn aus dem Falkensteinischen Geschlecht, Werner von Falkenstein, der zugleich Erzbischof von Trier war. Er starb 1418 kinderlos. Das Wölfersheimer Wappen ist umschriftet mit den Worten „Silligium oppidi Wolffersheim“ (Siegel der Stadt Wölfersheim).
Das Wölfersheimer Wappen wurde am 28. März 1973 vom Hessischen Ministerium des Innern in Wiesbaden genehmigt und wird im „Hessischen Wappenbuch“ unter Nr. 594 und auch im Sammelwerk „Deutsche Wappen Bundesrepublik Deutschland“ geführt.
Das Wappen des Ortsteils Wölfersheim wurde, nach der Eingemeindung von Södel, Melbach, Wohnbach und Berstadt durch die hessische Gebietsreform, für die gleichnamige Gemeinde übernommen. Die Berechtigung zur Führung von Wappen, Dienstsiegeln und eventuellen Fahnen der anderen Ortsteile ist erloschen.

Das Gemeindelogo zeigt ein W, das für den Anfangsbuchstaben von Wölfersheim steht, und fünf rote Punkte, die für die fünf Ortsteile stehen.

### Gemeindepartnerschaften
Seit 2012 besteht eine Gemeindepartnerschaft mit der slowakischen Gemeinde Rabča. Am 6. September 2014 wurde zudem offiziell die Partnerschaft mit der französischen Gemeinde L’Isle-sur-le-Doubs unterschrieben.

## Kultur und Sehenswürdigkeiten

### Bauwerke

#### Evangelisch-reformierte Kirche Wölfersheim

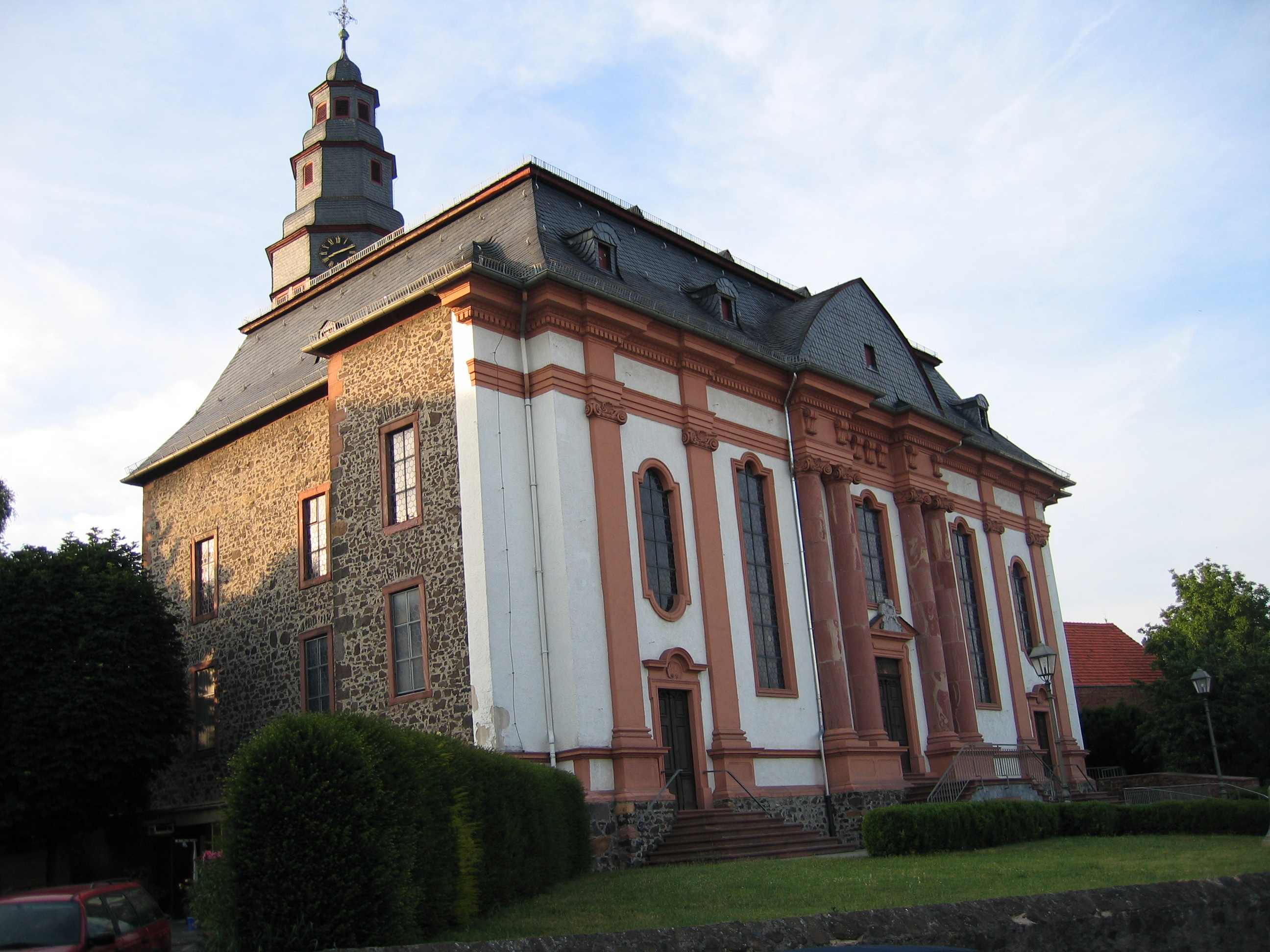
Ev.-ref. Kirche Wölfersheim

Die Evangelisch-reformierte Kirche ist das Gotteshaus der evangelisch-reformierten Gemeinde in Wölfersheim. Sie gehört zu den größten barocken Saalkirchen Deutschlands und wurde in den Jahren 1717 bis 1740 erbaut.
Der untere Teil des heutigen Kirchturms war früher ein Wehrturm der mittelalterlichen Ortsbefestigung.

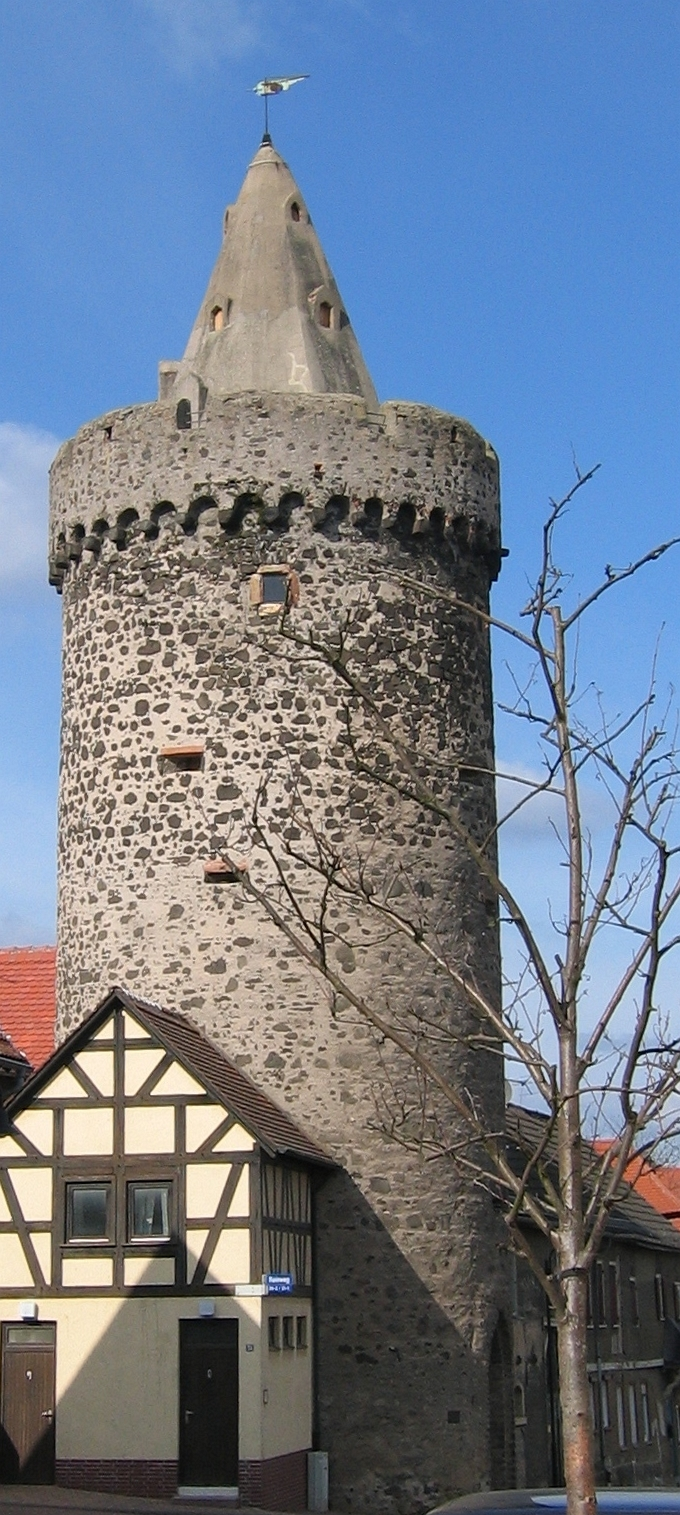
Weißer Turm Wölfersheim

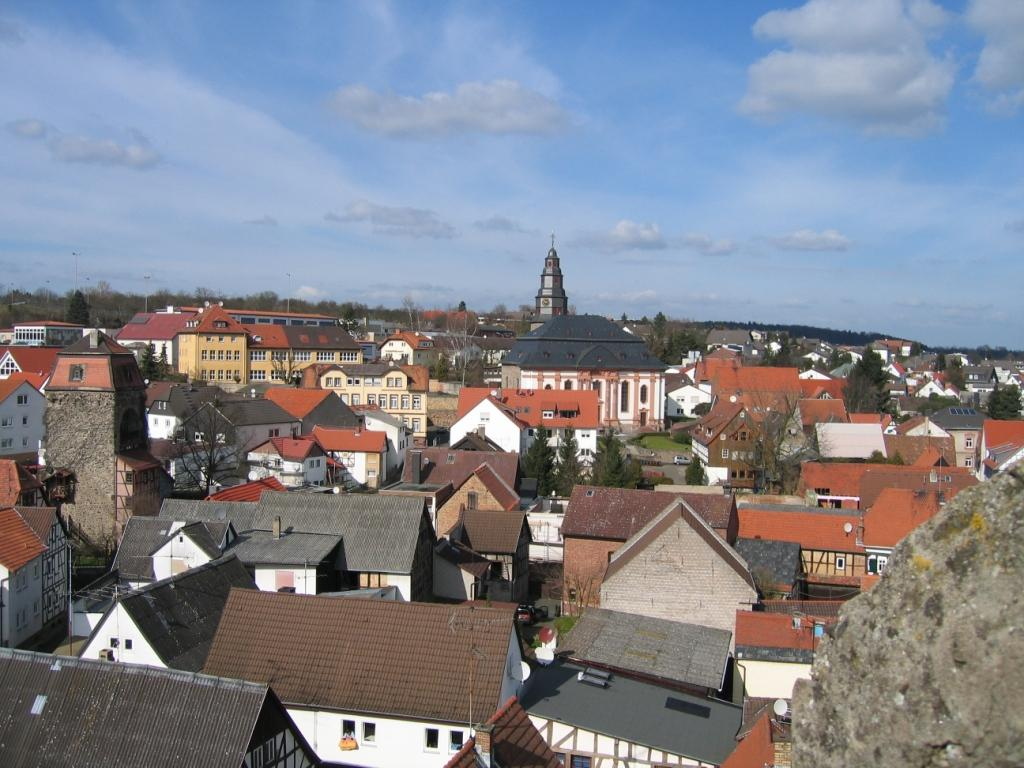
Blick vom Weißen Turm in Richtung Norden

#### Weißer Turm
Der Weiße Turm ist das markanteste Wahrzeichen von Wölfersheim und mit seiner Höhe von 27 Metern war er das größte Bauwerk der im Jahre 1408 vollendeten Befestigungsanlage von Wölfersheim.
Die Fertigstellung des Turmes erfolgte im Jahre 1408. So feierte man im Jubiläumsjahr 2008 mit mehreren Veranstaltungen und einem Festwochenende „600 Jahre Weißer Turm“.
Der ursprüngliche Eingang liegt auf der Höhe der ehemaligen Mauer der Ortsbefestigung und ist wieder über das ehemalige Gemeindewirtshaus zugänglich.

Innenansichten Weißer Turm
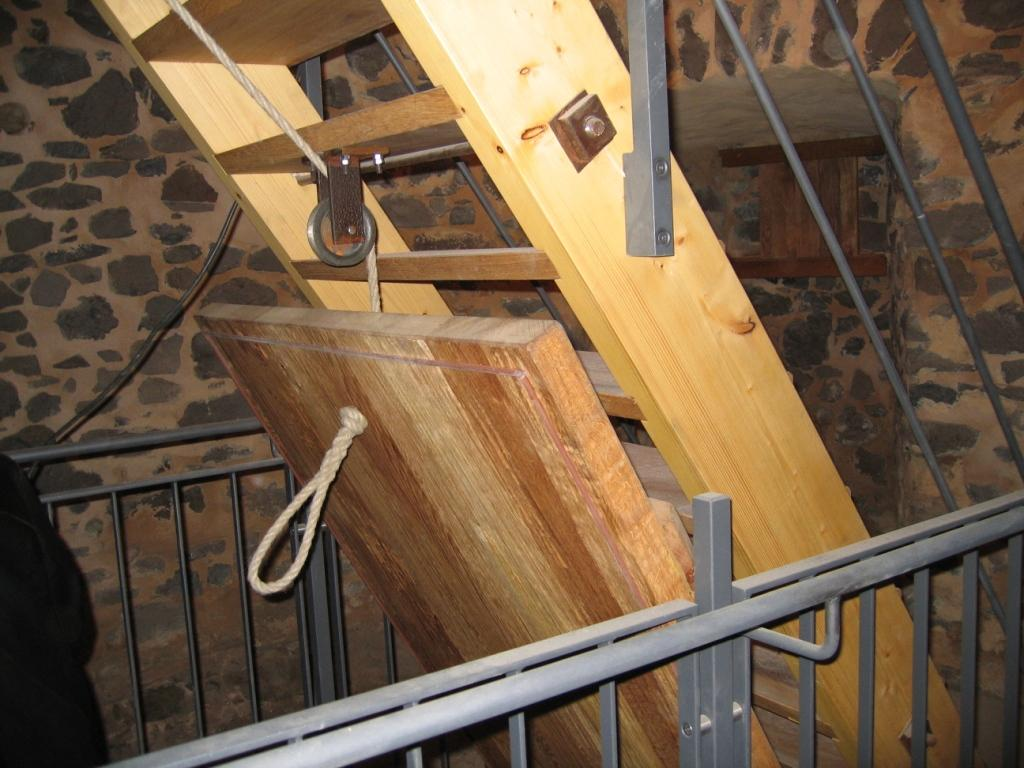
Treppe aufwärts mit Feuerschutzklappe
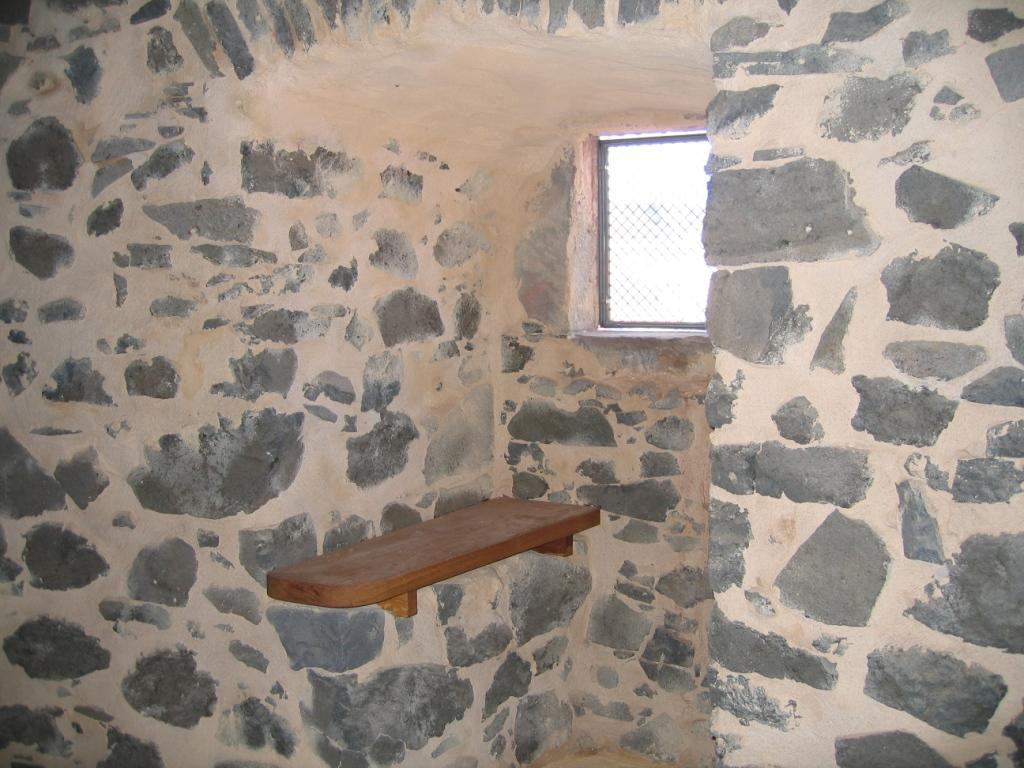
Nische im Mauerwerk mit Sitzbank
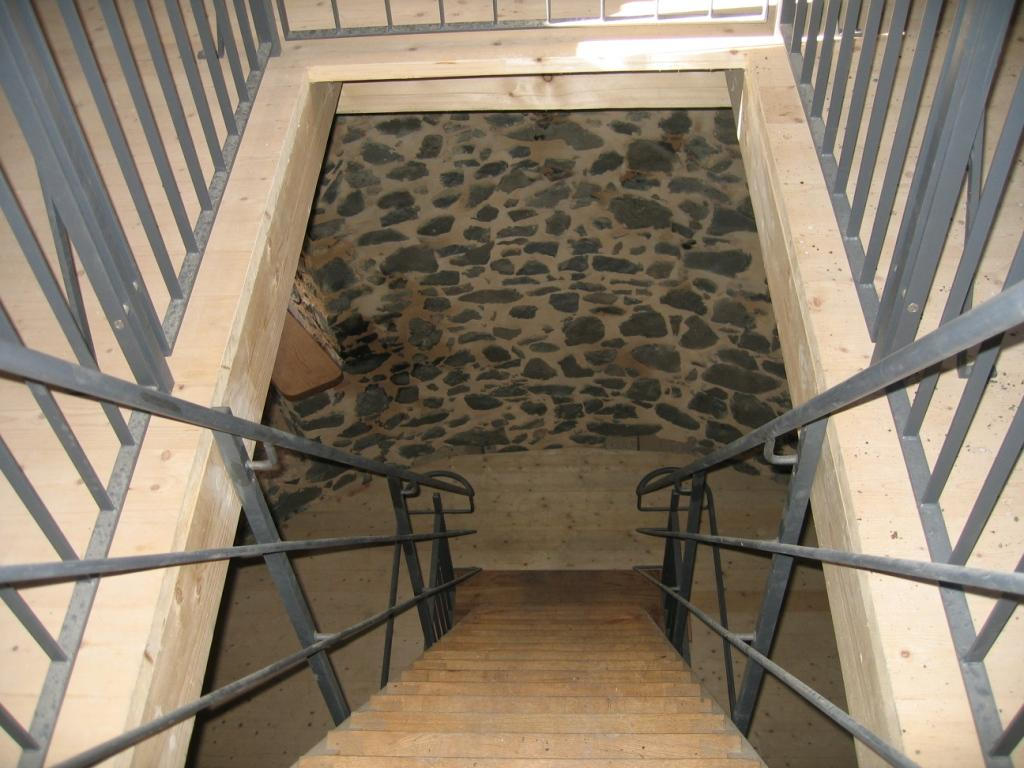
Treppenabgang
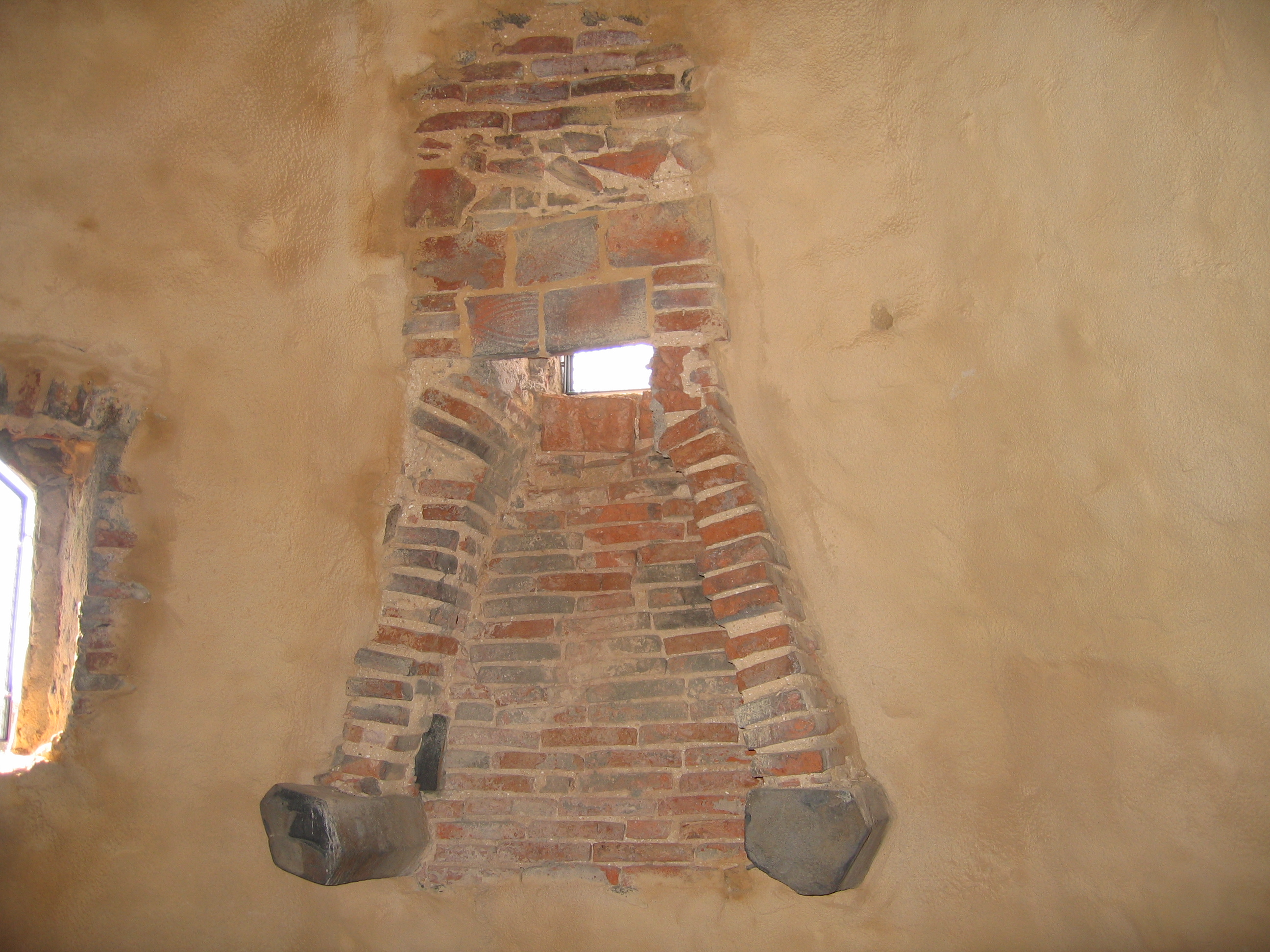
Alter Kamin in der ehemaligen Wächterstube

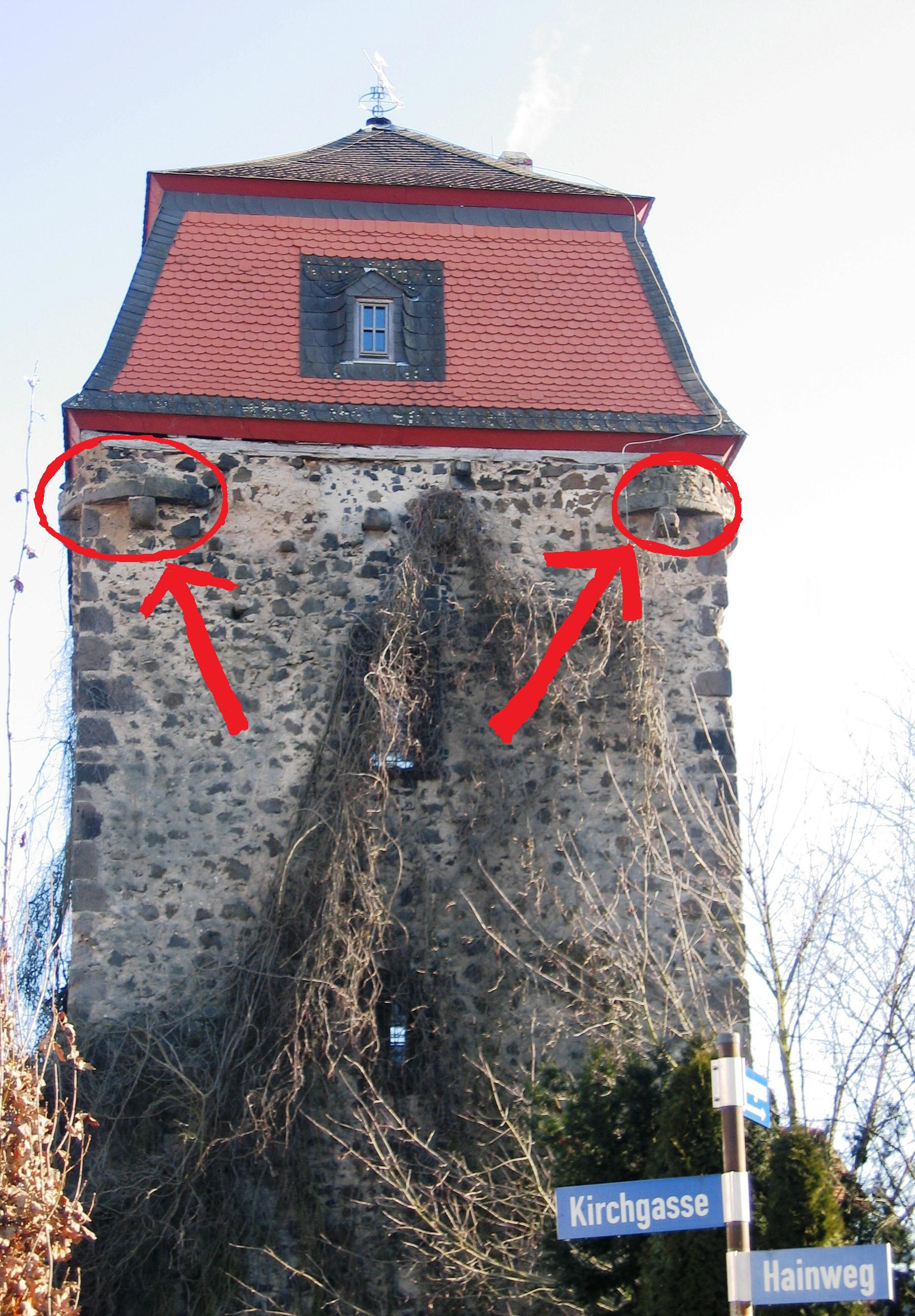
Lage der Ecktürmchen

#### Schwarzer Turm
Auch der viereckige Schwarze Turm war Teil der Stadtmauer. Er hatte ursprünglich vier leicht vorkragende runde Ecktürmchen, sogenannte Wichhäuschen. Heute trägt er  einen barocken Turmhelm.

#### Singberg
Der damals amtierende Großherzogliche Bürgermeister Andreas Allwohn und der Gemeinderat beschlossen 1855, das vorher steinige, unebene und wüste Stück Land urbar zu machen. Heute ist aus dem Singberg ein schöner Park mit 18 Baumarten und ungefähr 10 Straucharten geworden, darunter sind auch seltene Sträucher und Bäume.

#### Weitere bekannte Bauwerke, Orte und Plätze
in Wölfersheim:

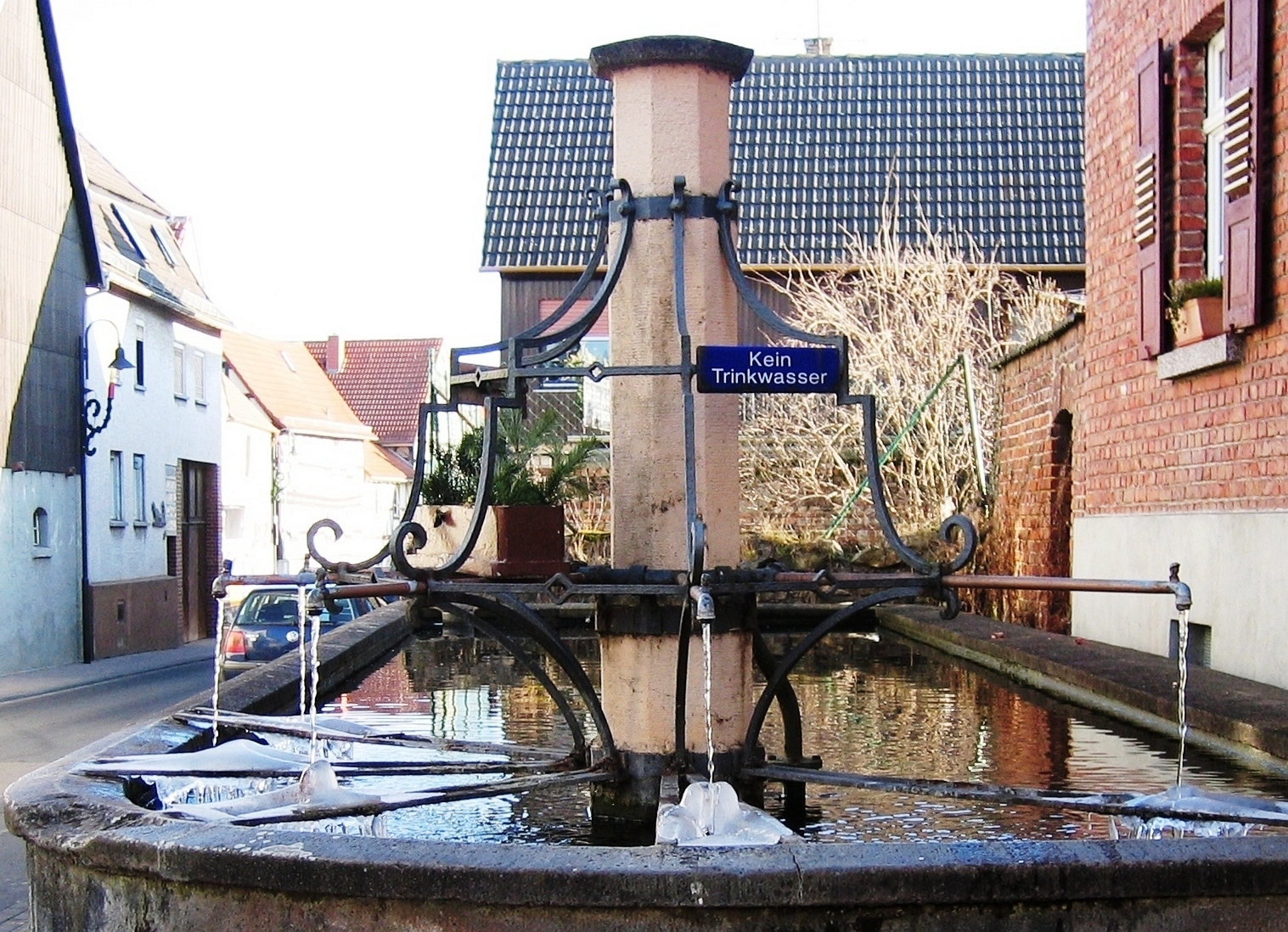
Röhrbrunnen

- Der Lindenbaum im Norden des Ortes an der Kreuzung Wingerstr./Hauptstr./Wohnbacher Str.
- Der Röhrbrunnen im Ortskern von Wölfersheim ist neben dem Weißen Turm ein weiteres Wahrzeichen. Er hat fünf Brunnenausläufe. Südlich grenzt einer der drei Pappenheimer Höfe an den Röhrbrunnen. An einem Nebengebäude neben der Hofeinfahrt befindet sich das Wappen der Familie von Pappenheim.
- Das Denkmal neben dem Weißen Turm zum Gedenken an die Opfer der beiden Weltkriege
- Die katholische Kirche „Christkönig“
- Die evangelisch-reformierte Kirche, einer der größten freitragenden Saalbaukirchen Westeuropas
- Der Bahnhof Wölfersheim-Södel
- Die Wetterauhalle
- Der Wölfersheimer See, mit den noch erhaltenen Kühlanlagen des ehemaligen Kraftwerks
- Zehntscheune, (Fachwerkscheune)
- Alter Trinkwasserhochbehälter am Singberg (der jetzige Hochbehälter befindet sich auf dem Limberg)
- Limberg, kleiner Wald westlich von Wölfersheim
- Historische Fachwerkhäuser in der Kirchgasse, Hollergasse und in der Poststraße.

in Wohnbach:
- Evangelische Kirche (Wohnbach)
- Altes Rathaus (Wohnbach)
- Die historischen Felsenkeller vor dem historischen Ortseingang.
- Die Ruine eines römischen Signalturms im Wohnbacher Wald
- Die Ruine einer römischen „Villa Rustica“ im Wohnbacher Hinterwald
- Ein Schanzwerk aus dem Siebenjährigen Krieg im Bergheimer Wald

### Museen
- Wölfersheimer Energiemuseum (WEM) in Wölfersheim. Das Museum wurde durch den Verein zur Pflege der Bergbau- und Kraftwerkstradition in Wölfersheim 1991 e. V. aufgebaut.
- Volkskundemuseum in Berstadt, durch den Arbeitskreis Dorfentwicklung Berstadt aufgebaut. Es befindet sich im ehemaligen Wasserturm.

## Wirtschaft und Infrastruktur

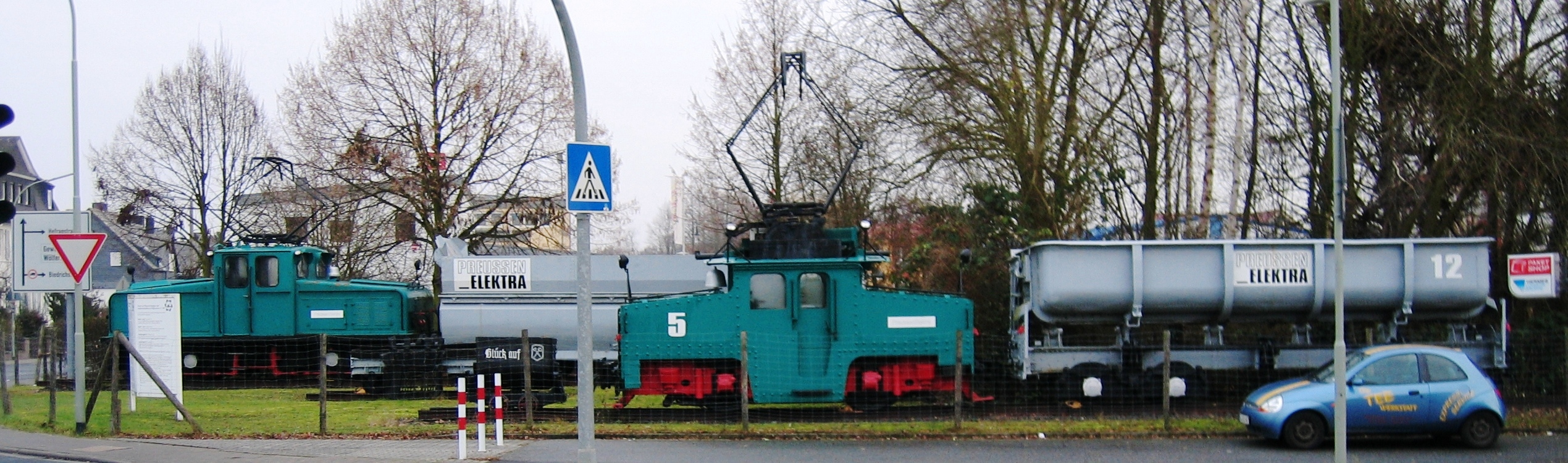
Kohle- und Aschezug am Bahnhof in Wölfersheim

Im Jahr 2022 erzielte Wölfersheim Einnahmen aus der Gewerbesteuer in Höhe von 10,15 Millionen Euro. Mit einem Gewerbesteuerhebesatz von 435 % liegt die Gemeinde über dem durchschnittlichen Gewerbesteuerhebesatz Deutschlands. Dieser beträgt 407 % (Stand: 2023).
Lange Jahre waren Wölfersheim und das Umland geprägt vom Braunkohlebergbau durch die PreussenElektra. Rund um Wölfersheim wurde in Tiefbau betrieben und später auch im Tagebau Braunkohle gewonnen und im Kraftwerk Wölfersheim, welches lange Jahre das Wahrzeichen von Wölfersheim war, verarbeitet. 1804 entstand das erste Bergwerk, das das Vorkommen an Braunkohle, das sich über ein Gebiet von ca. 15 km erstreckte, im Tiefbau ausbeutete. Zunächst wurde Heizmaterial gewonnen. 1913 errichtete der hessische Staat ein Kraftwerk, um aus der Braunkohle Strom zu erzeugen. 1929 wurde es von der PreussenElektra übernommen, die ein Schwelkraftwerk errichtete. Nach dem Zweiten Weltkrieg wurde es von einem Blockkraftwerk abgelöst. Anfang der 60er Jahre ging man zum Tagebau über. 1991 wurde die letzte Braunkohle verheizt, das Kraftwerk stillgelegt und später abgerissen. Heute zeugen noch Reste der Kühlanlage im Wölfersheimer See von dieser Zeit. Am Wölfersheimer Bahnhof sind sowohl ein Kohlezug als auch ein Aschezug als Museumsstücke aufgestellt. Gegenüber dem Bahnhof wurde am 12. März 2006 im ehemaligen Umspannwerk das Bergbaumuseum Wölfersheim eröffnet, welches sonntags von 15 bis 18 Uhr geöffnet ist und den Besuchern einen Einblick in die Geschichte des Wölfersheimer Bergbaues gibt.
Mit dem Wegfall des Bergbaus stand die Gemeinde vor einer Herausforderung. Zahlreiche Arbeitsplätze fielen weg und Flächen lagen brach. Dem wurde mit der Erschließung eines Gewerbegebietes entgegengewirkt. Auf dem ehemaligen Kraftwerksgelände entstand so ein Gewerbepark mit vielseitigem Branchenmix. Besonderes Augenmerk wurde hierbei auf die Integration bestehender Gebäude gelegt. In einer ehemaligen Werkstatt finden heute kulturelle Veranstaltungen statt, aus einem Bürogebäude wurde ein Servicecenter, das jungen Unternehmen Platz bietet, und in einem ehemaligen Magazin werden heute Hochleistungsscanner hergestellt. Im September 2012 weihte die OVAG-Gruppe in Wölfersheim-Berstadt eine Biogasanlage ein. Die OVAG-Gruppe betreibt zudem gemeinsam mit der Gemeinde einen großen Solarpark.
Anfang 2017 wurde bekannt, dass Lebensmitteleinzelhändler REWE im Wölfersheimer Ortsteil Berstadt auf einer Fläche von ca. 30 Hektar ein Distributionszentrum für Lebensmittel namens Logistikpark A45 Wölfersheim bauen möchte, das ca. 570 Mitarbeiter bekommen soll. Laut dem Unternehmen wird ein Baubeginn im März 2020 angestrebt. Gegen das Projekt gibt es Widerstand u. a. in Form der Bürgerinitiative Bürger für Boden, die einen verstärkten Raubbau an den fruchtbaren Böden der Wetterau als Fehlentwicklung ansieht.

### Verkehr
Wölfersheim liegt an der Bundesautobahn 45 mit dem Autobahnanschluss Wölfersheim sowie den Bundesstraßen 455 und 489. Bahnhöfe der Strecke Friedberg–Wölfersheim/Södel (ehemalige Bahnstrecke Friedberg–Mücke) befinden sich derzeit noch in den Ortsteilen Melbach und Wölfersheim, früher auch in Berstadt Richtung Wohnbach.

### Medien
Die Gemeinde liegt im Einzugsgebiet der Wetterauer Zeitung. Informationen über aktuelle Ereignisse und amtliche Bekanntmachungen beinhaltet der Gemeindespiegel, der jeden Freitag erscheint. Darüber hinaus veröffentlicht die Gemeinde einen fast wöchentlichen Vlog auf YouTube.

### Bildung
In Wölfersheim befindet sich die Singbergschule Wölfersheim. Diese war zunächst eine Haupt- und Realschule mit Förderstufe und mit dem Schwerpunkt Musik. Sie wurde ab dem neuen Schuljahr 2009/2010 durch die Einrichtung eines gymnasialen Zweiges ab der Klasse 5 eine kooperative Gesamtschule; seit dem Schuljahr 2015/16 wurde dort zusätzlich eine gymnasiale Oberstufe eingerichtet.
In Södel befindet sich die Jim-Knopf-Schule. Diese ist eine Grundschule. Im Jahre 2004 wurde sie fertiggestellt und bietet nun über 400 Schülern aus allen Ortsteilen in zwanzig Grundschulklassen und vier Klassen pro Jahrgang sowie einer Vorklasse Platz zum Lernen. Das schulische Angebot wird durch eine Mittagsbetreuung mit Essen abgerundet.

### Betreuungseinrichtungen
Die Gemeinde selbst verfügt über sieben Kindertagesstätten, die eine Ganztagsbetreuung mit Mittagessen anbieten. Ergänzt wird das Angebot durch den Eltern-Kind-Verein, der Kleinkindern früh soziale Kontakte ermöglicht und Tagesmütter, deren Ausbildung auf Initiative der Gemeinde gefördert wurde. Derzeit laufen die Bauarbeiten zum Neubau der Kindertagesstätte „Villa Kunterbunt“ und die Arbeiten zur Einrichtung von zwei zusätzlichen Kindertagesstätten in der ehemaligen Apotheke und der Kindertagesstätte „Storchennest“ in Berstadt.
- Eltern-Kind-Verein Wölfersheim
- Kindertagesstätte „Löwenzahn“ in Wölfersheim
- Kindertagesstätte „Villa Kunterbunt“ in Wölfersheim
- Kinderstube „Am Weißen Turm“ in Wölfersheim
- Kindertagesstätte „Regenbogen“ in Södel
- Kindertagesstätte „Räuberhöhle“ in Melbach
- Kindertagesstätte „Pusteblume“ in Wohnbach
- Kindertagesstätte „Wasserburg“ in Berstadt

### Freizeit- und Sportanlagen
Wölfersheim bietet einen Hochseilgarten am Wölfersheimer See an, der im Sommer 2008 fertiggestellt wurde und auch einen Niedrigseilparcour enthält. Im Jahr 2017 wurde eine Fußballgolfanlage am Wölfersheimer See eröffnet.
Fun- und Bolzplätze:
- in Wölfersheim am Singberg
- in Södel neben der Turnhalle
- in Melbach am Sportplatz
- in Wohnbach oberhalb der Turnhalle
- in Berstadt an der Mehrzweckhalle

## Söhne und Töchter der Gemeinde
- Georg Eberhard Rumpf (1627–1702), Söldner, niederländischer Offizier und Verwaltungsbeamter des  VOC, Botaniker, Naturforscher und Forschungsreisender, Beiname Plinius Indicus
- Johann Wilhelm von Keller (1638–1698), niederländischer Diplomat, Botschafter in Moskau, Cousin von Georg Eberhard Rumpf
- Wilhelm Dorsch (1868–1939), Reichs- und Landtagsabgeordneter aus Wölfersheim
- Joachim Arnold (* 1959), von 2008 bis 2017 Landrat des Wetteraukreises
- Clemens Riedel (* 2003), Fußballprofi beim SV Darmstadt 98